# Sèrie 449 de Renfe

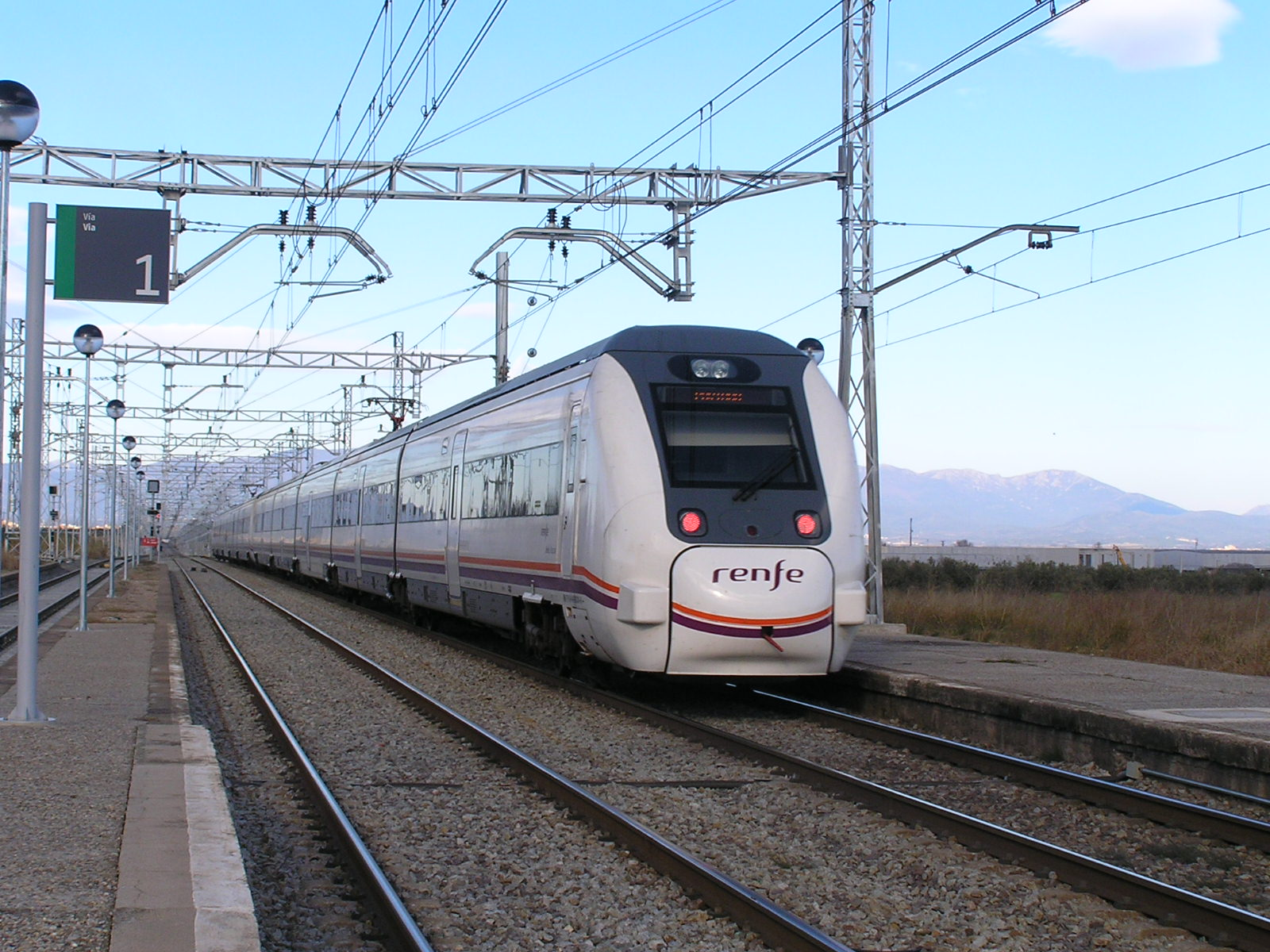
Una unitat 449, que realitza un servei de Mitjana Distància Renfe a Portbou, pasan per la estació de Vilamalla

La Sèrie 449, S-449 o TEMD (Tren Elèctric de Mitjana Distància) és la numeració que rep la sèrie d'automotors elèctrics fabricats per CAF per a trajectes de Mitjana Distància Renfe. Les primeres unitats van ser lliurades en els primers mesos de 2009 i es van realitzar les primeres proves en diferents punts, com Pamplona i Sevilla, procedint al mateix temps a la formació dels maquinistes.

## Història
Al juliol de 2006 Renfe Operadora va adjudicar a CAF la construcció de 57 automotors elèctrics de cinc cotxes amb bogies compartits i comandament múltiple que permet composicions de fins a tres unitats (quinze cotxes). El contracte original estava format per dos lots de vehicles: un de 23 trens que circularien exclusivament per ample ibèric i un altre de 34 vehicles que estarien preparats per circular per vies d'ample UIC. Posteriorment CAF i Renfe arriben a l'acord de realitzar els 57 vehicles idèntics. En principi totes les unitats circularan només en ample ibèric, però disposen de preinstal·lacions per als equips de seguretat i els elements necessaris per instal·lar bogies en ample UIC (o bogies d'ample variable Brava). La diferenciació inicial entre vehicles va portar al fet que a les 34 unitats que tenien possibilitat d'anar en ample UIC se'ls denominés de forma extraoficial com a Sèrie 140. La numeració probablement definitiva dels 57 vehicles fabricats correspon a la sèrie 449 de Renfe, omplint-se així el buit que s'havia creat entre els electrotens 448 i les unitats de dos pisos 450.
S'espera que comencin a circular en servei comercial el 14 de juliol de 2009 en les relacions Madrid - Jaén. Des de finals de juliol de 2009 circulen en la relació Sevilla - Cadis, així com en altres punts de la península, sota la denominació Mitjana Distància Plus i amb un lleu increment de l'import del bitllet.

## Dades tècniques

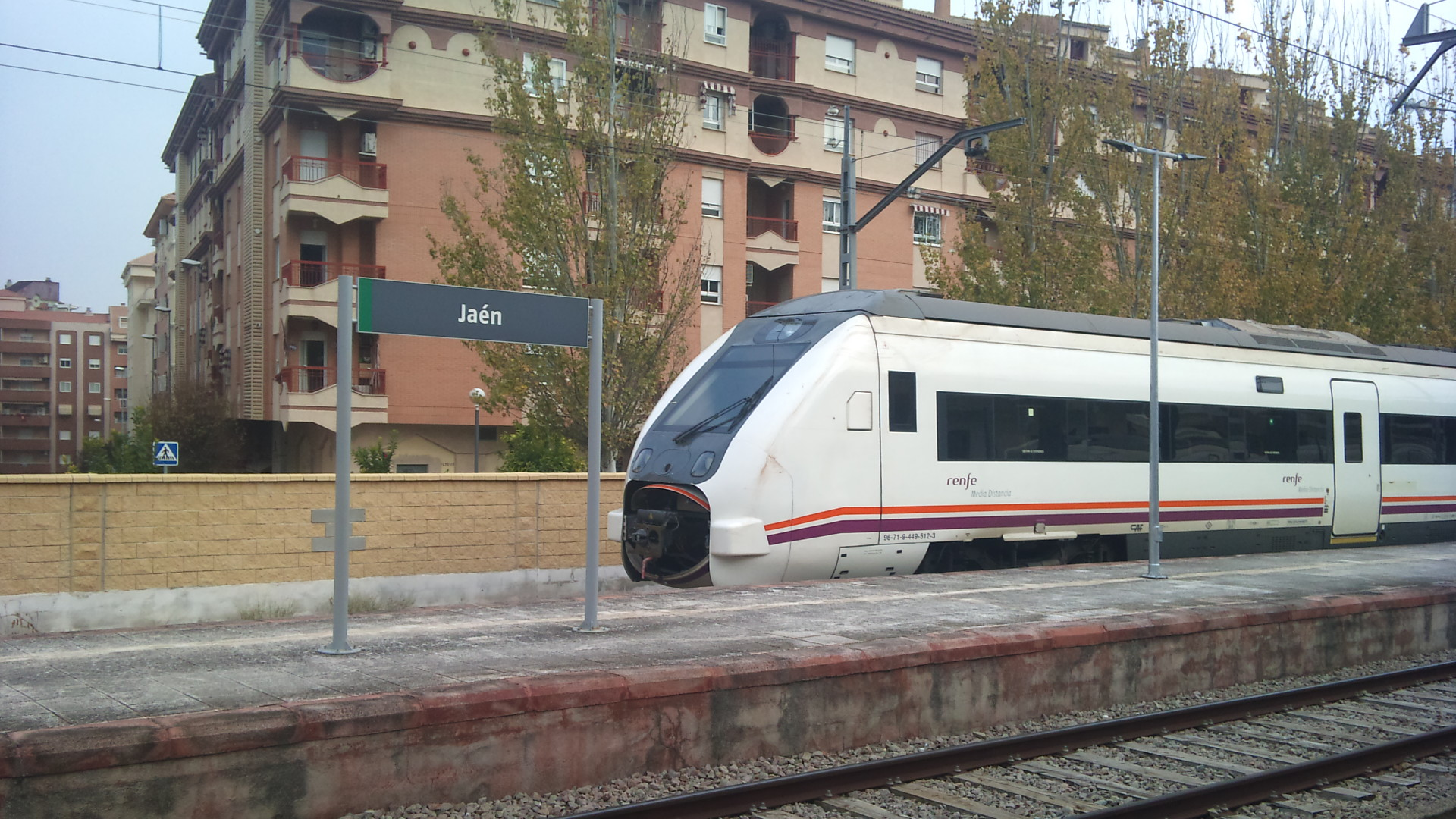
Unitat amb el Scharfenberg descobert.

La sèrie 449  són unitats formades per 5 cotxes amb bogi compartit (un bogi entre dos cotxes) per a serveis de Mitjana Distància.
Cada unitat disposa de 263 places assegudes i 288 places dempeus, la qual cosa suposa una capacitat màxima de 551 passatgers. Igualment, compta amb serveis al viatger, com a zona per a persones amb mobilitat reduïda (PMR), bicicleter i màquina autoventa.
La velocitat màxima per les 57 unitats és de 160 km/h. Amb algunes modificaions, podrien utilitzar catenària a 25 kV ac, sota la qual podrien aconseguir els 200 km/h.
La sèrie 449 comparteix molts elements amb el Civia 465 però presenta diferències importants. Encara que les dimensions de les caixes són similars a les del Civia 465, estèticament és diferent, canvia el frontal perquè sigui similar a la sèrie dièsel 599, amb un cert arrodoniment i amb una tapa que s'obre en dues meitats horitzontalment. Això li ha valgut el malnom de besuc a causa de l'aspecte quan circula amb la tapa oberta.

### Prestacions
| Potència:                | 2.400 kW amb una alimentació de 3.000 V cc |
| Esforç en l'arrencada:   | 170 kN                                     |
| Velocitat màxima:        | 160 km/h                                   |
| Acceleració (0-60 km/h): | 0,8 m/s²                                   |
| Frenada de servei:       | 1 m/s²                                     |
| Frenada d'emergència:    | 1 m/s²                                     |

### Tara, càrrega nominal i càrrega màxima
| Tara:            | 171.238 kg |
| Càrrega nominal: | 193.238 kg |
| Càrrega màxima:  | 216.734 kg |

### Equips de tracció
La sèrie 449 disposa de dos equips de tracció i fre trifàsics mitjançant convertidors amb semiconductors IPM de 6,5 kV de tensió inversa, capaces de frenat regeneratiu (recuperen energia a la catenària). A més, el tren posseeix resistències de frenat, igual que la resta de les unitats elèctriques.

### Motors

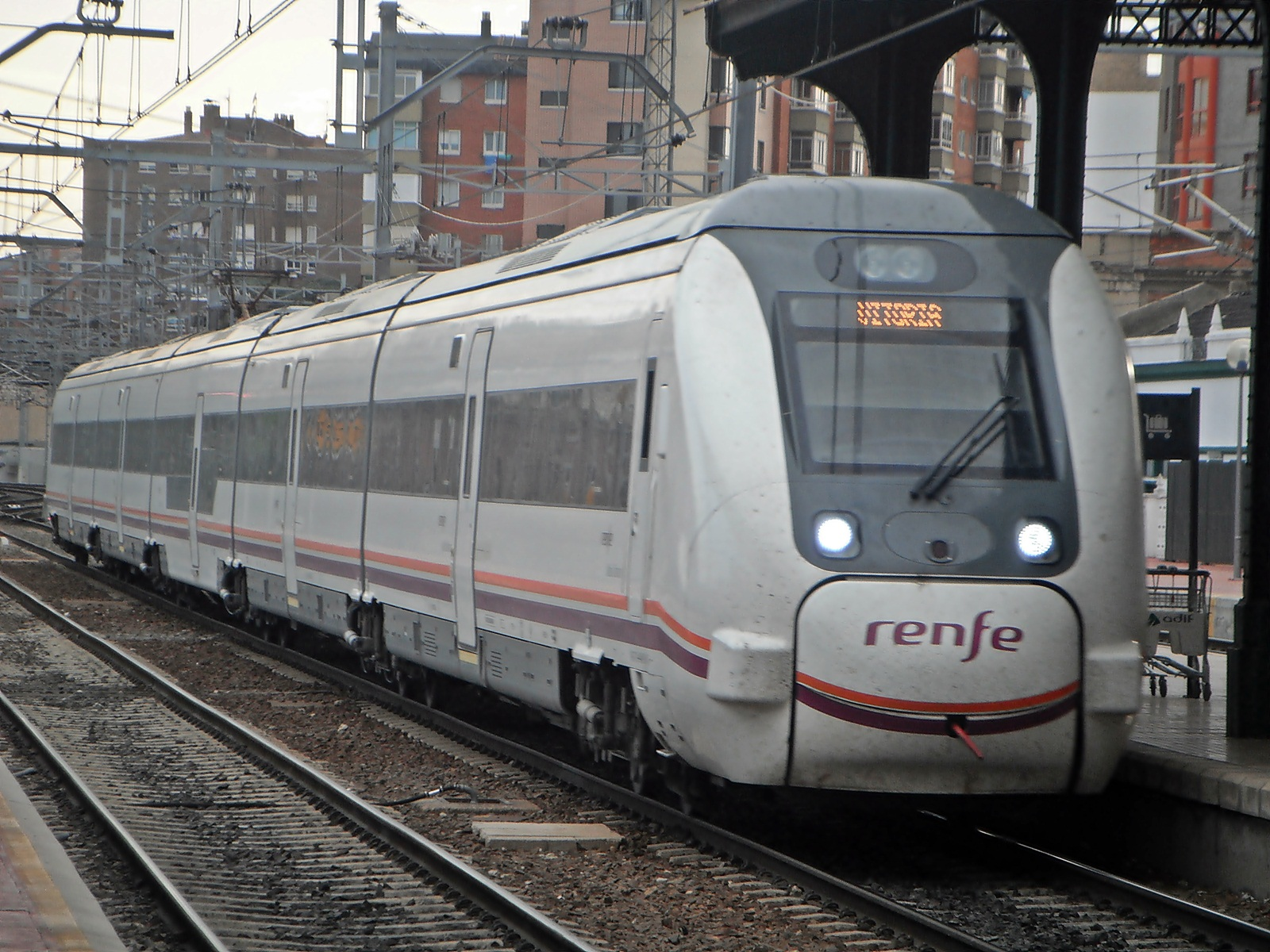
Porta intermèdia característica adaptada a persones de mobilitat reduïda.

Cada unitat disposa de 6 motors de tracció asíncrons trifàsics, amb rotor en gàbia d'esquirol, amb una potència de 400 kW a 2250V. Cada equip de tracció controla 3 motors.
Els motors de tracció es distribueixen de la següent forma:
- 2 motors en els bogies posteriors dels cotxes extrems, compartits amb els cotxes que porten els pantògrafs.
- 1 motor en el bogie compartit entre els cotxes que porten els pantògrafs i el cotxe PMR.

### Pantògrafs
Cada tren disposa de 2 pantògrafs situats en els cotxes contigus als extrems. Cada pantògraf té les següents característiques:
| Tensió nominal:    | 3.000 V cc |
| Intensitat màxima: | 2.500 A    |

### Disjuntors
| Tensió nominal:     | 3.600   |
| Tensió d'aïllament: | 4.800   |
| Intensitat nominal: | 2.600 A |
| Poder de cort:      | 35 ca   |
| Temps d'extinció:   | 15 ms   |

## Contracte i cost

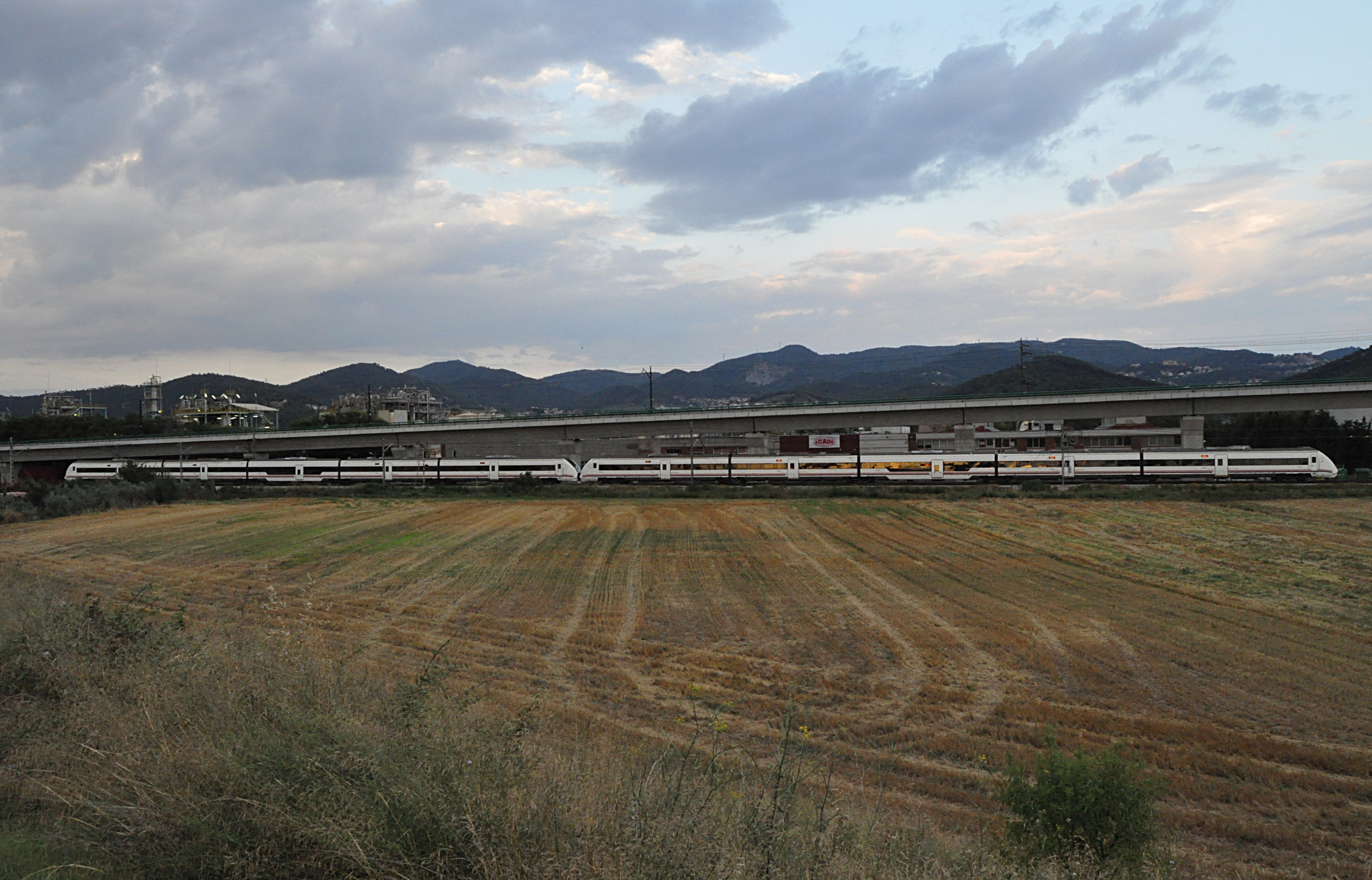
Un automotor elèctric de la sèrie 449 de Renfe Operadora, a punt de passar per l'estació de Mollet - Sant Fost.

L'adjudicació a CAF de juliol de 2006 per 24 + 37 automotores elèctrics va ser per 493,4 M€, dels quals 324,1 corresponen a la fabricació i la resta al manteniment (14 anys) amb un període de lliurament de juliol de 2008 fins a febrer de 2011.En € de desembre de 2006, el cost per unitat (5.77 M€) i cost per plaça (21.948 €) són sensiblement més baixos que els dels trens regionals diésel 598 i 599 i només ~20% majors que els de les unitats de Rodalies Renfe Civia 465 de cinc cotxes.
D'altra banda, els costos són també inferiors als d'altres automotores elèctrics moderns amb vmax de 160 km/h, com per exemple el AGC de SNCF i el Flirt de Stadler.
Ha d'entendre's que el contracte de compra de la sèrie 449 només preveu, mitjançant "preinstal·lacions", la possible transformació de 34 unitats (renegociat posteriorment a les 57 unitats) a ample UIC, 25 kV i 200 km/h de v. màx. La transformació mateixa comportarà costos addicionals.

## Serveis
Tots els serveis realitzats per aquesta sèrie de trens són denominats MD, Regional Exprés o Intercity.